# Мейнандер, Хенрик
Карл Хенрик Мейнандер (швед. Carl Henrik Meinander, род. 19 мая 1960, Хельсинки) — финский историк, пишет на шведском языке. Как автор публикаций подписывается Хенрик Мейнандер.
В настоящее время (конец 2010 года) — профессор Хельсинкского университета, вице-декан факультета искусств.
Сфера научных интересов — история Скандинавии (в первую очередь история Финляндии) и история Шотландии, а также социология и история искусств.

## Личные данные
Хенрик Мейнандер происходит из древнего шведского благородного рода, который жил в Финляндии ещё в средневековье и славился учёными, военными и политиками. Родоначальником считается первый документально засвидетельствованный Мейнандер — выборгский волостной писарь Сакариас Улоффсон (ум. 1708 г.). Его сыном был коронный фогт Улоф (1687—1725). Коронным фогтом был также Юхан Вильгельм (1715—1784); его старший сын Карл Фредрик (1759—1803) работал преподавателем, а младший — Адольф (1762—1804; вместе с рыцарским титулом он принял фамилию Эдельсверд) стал губернатором Оулу. Его сын Адольф Вильгельм Эдельсверд (1824—1919) был выдающимся архитектором, который спроектировал, в частности, железнодорожные вокзалы в Стокгольме, Гётеборге и Мальмё. Дед Хенрика Мейнандера, Карл Конрад Мейнандер (1872—1933), плодотворно работал в области истории искусства, а отец, Карл Фредрик Мейнандер (1916—2004), был выдающимся археологом, профессором Хельсинкского университета. Двоюродные братья отца Хенрика Мейнандера — учёный и политик Тур Нильс Хильдинг Мейнандер (1910—1985) и известный юрист Рагнар Мейнандер.
Со стороны матери следует упомянуть профессора Гуго Эдварда Пиппинга — политолога, журналиста и государственного деятеля, а также писателя Эрнульфа Тигерстедта и его родного брата Эрика Тигерстедта — значимого финского изобретателя.
Жена Хенрика, Пяйви Мейнандер, работает преподавателем. У супругов четверо детей: Анна (р. 1990), Мария (р. 1991), Хеди (р. 1994) и Якоб (р. 2005).

## Жизнеописание
Родился в Хельсинки. Высшее образование получил в Хельсинкском университете (1984), здесь же в 1987 году защитил кандидатскую диссертацию, а в 1994 году — докторскую. Темы обеих диссертаций касались истории Финляндии и Скандинавии.
В 1986-87 преподавал историю в средней школе.
В 1988—1989 годах учился в аспирантуре в Университете Глазго (Шотландия).
С 1990 года занимается преподавательской работой в Хельсинкском университете — сначала в должности помощника лектора, затем доцента. С 2001 года — профессор истории Хельсинкского университета. Одновременно в 1991—1997 годах занимал должность интенданта (куратора) Музея Маннергейма в Хельсинки, а в 2001—2002 году — возглавлял Институт Финляндии в Стокгольме.
В качестве редактора Хенрик Мейнандер с 1991 по 2005 работал в журнале «Historisk Tidskrift för Finland», причем последние пять лет был председателем редколлегии. В 1994—1997 гг. он — региональный редактор газеты «The International Journal of the History of Sport», а с 1997-го — член её международной редакции. В 2002 возглавил редакцию энциклопедического издания Biografiskt Lexikon för Finland — «Биографического словаря Финляндии». С 2005 Мейнандер — научный консультант немецкого издания «Nordeuropaforum».
Как ученый, журналист и публицист, опубликовал много научных и научно-популярных статей на исторические и актуальные темы в журналах «Newsletter for the Finnish Institute in London», «Historisk Tidskrift för Finland», «The International Journal of the History of Sport», «Stadion. International Zeitschrift für Geschichte des Sports», «Books from Finland», «Byggnadshistorisk Tidskrift», «Nordisk Tidskrift», «Hiidenkivi», «Historiallinen Aikakauskirja», «Helsingin Sanomat», «Svenska Dagbladet», «Aamulehti», «Nya Argus», «Sodan Lehdet», «Historia», «Humanistilehti», «Glorian Antiikki», «Helsinges Tidning», «Västra Nyland» и других. Вёл свою колонку в газете «Хуфвудстадсбладет».
С 1998 Хенрик Мейнандер является членом Финского исторического общества. В 2002 его приняли в Королевскую академию наук (Швеция) и Королевское общество выдачи рукописей, связанных с историей Скандинавии. С 2003-го и 2005-го соответственно он является членом Финского научного общества и Союза Карла Юхана.
В 2004—2006 годах Мейнандер возглавлял исторический факультет Хельсинкского университета.
Ныне Хенрик Мейнандер является председателем музейного комитета и членом совета Общества Сигне и Ане Юлленбергов, председателем исторической секции Шведского литературного общества в Финляндии, членом совета Фонда Эллы и Георга Эрнроотов, членом совета Культурного центра Ханасаари, членом совета Шведского фонда культуры, членом совета Делегации научных обществ. Кроме того, он, будучи инспектором, опекает Нюландское студенческое землячество при университете в Турку.
Лауреат премии «Финляндия» (Svenska Akademiens Finlandspris) за 2007 год, которую Шведская академия ежегодно присуждает за значительный вклад в шведскоязычную культуру Финляндии.

## Творчество
В своём творчестве Хенрик Мейнандер отмечается независимостью мнений и суждений об истории, он смело отходит от стереотипов.
С этой точки зрения характерна его книга «Финляндия, 1944: война, общество, настроения». В современную эпоху, когда постоянно расширяется поле военно-исторических исследований и из-за специализации и разветвления сужается угол зрения на контекстуальные и стратегические вопросы, автор сводит воедино имеющиеся данные о войне, обществе и настроениях в нём в 1944 году, чтобы обобщить роль Финляндии и всего региона Балтийского моря в конечной фазе Второй мировой войны. Мейнандер, в отличие от многих своих современников, развивает тему того, что тогдашние субъекты действия знали и чувствовали, между чем могли делать выбор и за что были ответственны как личности, социальные группы и народы. Он старается объективно и беспристрастно истолковать линию поведения каждого из исторических лиц. Он ведет речь о том, как развился тот или иной взгляд, вид политики или отрасль народного хозяйства за прошедшие десятилетия; о том, какие тенденции появились после войны, какие ментальные и идеологические последствия Второй мировой войны долгое время влияли на культуру мышления и национальное сознание финнов.

## Некоторые публикации
Монографии (переводные издания помещены под оригинальным изданием и помечены отступом):
- Towards a Bourgeois Manhood: Boys' Physical Education in Nordic Secondary Schools 1880—1940, The Finnish Society of Sciences and Letters 47:1994, Helsingfors 1994, 250 p. (Diss.)
- Lik martallen, som rågfältet. Hundra år finlandssvensk gymnastik. Finlands Svenska Gymnastikförbund 1896—1996, Helsingfors 1996, 176 sp.
- Finlands historia, del 4, Schildts: Esbo 1999, pp 33-560.
  - Tasavallan tiellä: Suomi Kansalaissodasta 2000-luvulle, Schildts: Espoo 1999, 543 p. Translation: Paula Autio. (Издание на финском языке)
- Den nödvändiga grannen: Studier & inlägg, Schildts 2001: Esbo 2001, 328 s.
- Kapital blir kultur: En blick på William Thurings livsverk och stiftelse, Helsingfors 2003, 62 s.
- Import & industri: Affärsmannen Walter Greuling och Finlands tekniska modernisering, Helsingfors 2005, 141 p.
  - Tuontia & teollisuutta: Liikemies Walter Greuling ja Suomen tekninen modernisointi, Helsinki 2005, 141 p. Translation: Paula Autio. (Издание на финском языке)
- Finlands historia: Linjer, strukturer, vändpunkter, Söderströms: Helsingfors & Atlantis: Stockholm 2006, 261 p.
  - Suomen historia: Linjat, rakenteet, käännekohdat, WSOY: Helsinki 2006, 256 p. Translation: Paula Autio. (Издание на финском языке)
  - Мейнандер Х. История Финляндии / Пер. с швед. Зинаида Линден. — М.: Издательство «Весь Мир», 2008. — 248 с. — (Национальная история). — 3000 экз. — ISBN 978-5-7777-0429-0. — УДК 94(480). (Издание на русском языке)
  - Історія Фінляндії: Лінії, структури, переломні моменти, Літературна агенція «Піраміда»: Львів 2009, 213 p. Translation: Natalia Ivanitjuk. (Издание на украинском языке)
- Kekkografi och andra historiska spånor, Söderströms: Helsingfors 2008, 302 p.
- Finland 1944: Krig, samhälle, känslolandskap, Söderströms: Helsingfors 2009, 428 p.
  - Suomi 1944: Sota, yhteiskunta, tunnemaisema, Siltala: Helsinki 2009, 428 p. Translation: Paula Autio. (Издание на финском языке)
  - Мейнандер Х. Финляндия, 1944: Война, общество, настроения / Пер. с швед. Зинаида Линден. — М.: Издательство «Весь Мир», 2014. — 400 с. — ISBN 978-5-7777-0574-7. — УДК 94(480). (Издание на русском языке)

См. полный список публикаций в разделе Ссылки.